# استان خلیج میلنه
استان خلیج میلنه یکی از استان‌های کشور پاپوآ گینه نو می‌باشد. مرکز استان آلوتائو است. قلمرو این استان شامل ۱۴٬۰۰۰ ک م در خشکی و ۲۵۲٬۹۹۰ ک م در دریا می‌باشد. قلمرو دریایی این استان شامل ۶۰۰ جزیره کوچک و بزرگ است که از این تعداد ۱۶۰ تای آن مسکونی می‌باشد. این استان ۲۱۰٬۰۰۰ نفر جمعیت دارد که به ۴۸ زبان مختلف صحبت می‌کنند. بیشتر این زبان‌ها به شاخه مالائو-پلینزیایی شرقی از خانواده زبان‌های آسترونزیایی تعلق دارند.

## تقسیمات
این استان از ۴ منطقه تشکیل شده‌است و این منطقه‌ها در مجموع دارای ۱۶ فرمانداری محلی هستند. لازم است ذکر شود که هر فرمانداری محلی، در زمان آمارگیری به چند بخش تقسیم می‌شود.
| منطقه                   | مرکز منطقه | نام فرمانداری محلی                    |
| ----------------------- | ---------- | ------------------------------------- |
| منطقه آلوتائو           | آلوتائو    | فرمانداری محلی شهری آلوتائو           |
| منطقه آلوتائو           | آلوتائو    | فرمانداری محلی روستایی داگا           |
| منطقه آلوتائو           | آلوتائو    | فرمانداری محلی روستایی هوهو           |
| منطقه آلوتائو           | آلوتائو    | فرمانداری محلی روستایی ماکاماکا       |
| منطقه آلوتائو           | آلوتائو    | فرمانداری محلی روستایی ماراماتانا     |
| منطقه آلوتائو           | آلوتائو    | فرمانداری محلی روستایی سوآئو          |
| منطقه آلوتائو           | آلوتائو    | فرمانداری محلی روستایی ورائورا        |
| منطقه اسائالا           | اسائالا    | فرمانداری محلی روستایی دوبو           |
| منطقه اسائالا           | اسائالا    | فرمانداری محلی روستایی دوآئو          |
| منطقه اسائالا           | اسائالا    | فرمانداری محلی روستایی فرگوسن غربی    |
| منطقه کیریوینی-گودایناف | کیریوینا   | فرمانداری محلی روستایی جزیره گودایناف |
| منطقه کیریوینی-گودایناف | کیریوینا   | فرمانداری محلی روستایی کیریوینی       |
| منطقه سامارائی-موروآ    | موروآ      | فرمانداری محلی روستایی بوانابوانا     |
| منطقه سامارائی-موروآ    | موروآ      | فرمانداری محلی روستایی لوئیزید        |
| منطقه سامارائی-موروآ    | موروآ      | فرمانداری محلی روستایی موروآ          |
| منطقه سامارائی-موروآ    | موروآ      | فرمانداری محلی روستایی یالهیامبا      |